# 有機薄膜撮像素子
有機薄膜撮像素子（ゆうきはくまくさつぞうそし）とは近年、各国で開発が進められる有機半導体を使用した撮像素子である。

## 概要
従来の電荷結合素子(CCD)とは異なり、有機半導体を受光素子材料として使用するため、光の利用効率が高い。
有機材料のため、シリコンフォトダイオードとは異なる分光感度特性を得ることが可能で肉眼やフィルムに近い分光感度にすることも可能。材料の性質から感光層が薄くなるため斜め光も利用できることもメリット。
高感度、高画質化が期待され、銀塩フィルムやFoveon X3のようにRGBにそれぞれ対応する異なる分光感度特性を有する三層構造の有機半導体受光素子を使用する事により、カラーフィルタを備えない撮像素子もある。
また、可視光だけでなく、分子構造を変えることで赤外線に適した感度特性にする事で赤外線カメラの撮像素子としても可能。